# 德拉斯科 (阿肯色州)
德拉斯特科（英語：Drasco）是位於美國阿肯色州克利本縣的一個人口普查指定地區。

## 地理
德拉斯特科的座標為35°37′53″N 91°56′50″W / 35.63139°N 91.94722°W，而該地最高點為海拔高度320米（即1050英尺）。

## 人口
根據2010年美國人口普查的數據，德拉斯特科的面積為5.00平方千米，當中陸地面積為5.00平方千米，而水域面積為5.00平方千米。當地共有人口500人，而人口密度為每平方千米100人。